# Judith C. Vogt
Judith C. Vogt (* 1981 in Langenbroich, Kreis Düren) ist eine deutsche Autorin. Sie verfasst Fantasy- und Science-Fiction-Literatur, Jugendliteratur, historische Romane und ist Rollenspielentwicklerin.

## Leben & Werk
Nach dem Abitur machte Vogt eine Lehre als Buchhändlerin und arbeitete mehrere Jahre in diesem Beruf. 
2011 erschien ihr erster Roman Im Schatten der Esse, der im Rahmen der Reihe der Aventurien-Romane erschien. Um die Welt des fiktiven Kontinents Aventurien erschienen noch weitere Bücher bei den Verlagen Fantasy Productions und Ulisses. Ab 2012 erschien ihre Jugendbuchtrilogie Die Geister des Landes. 
Zusammen mit ihrem Mann, dem Physiker Christian Vogt, verfasste sie den Steampunk-Roman Die zerbrochene Puppe im Verlag Feder & Schwert, den Nachfolger Die verlorene Puppe, den historischen Zweiteiler Eburonenlied über den Gallischen Krieg, die Fantasy-Trilogie Die 13 Gezeichneten bei Bastei Lübbe und die Science-Fiction-Romane Wasteland und Ace in Space, das zum erfolgreichen Rollenspiel-Crowdfunding Aces in Space gehört.
Als Spielentwicklerin schrieb sie zunächst Abenteuer und Quelltexte im Rahmen des Schwarzen Auges. Eis & Dampf, Scherbenland und Aces in Space sind eigenständige Rollenspielsettings für das Rollenspielsystem FATE. Scherbenland erhielt 2018 den Deutschen Rollenspielpreis. 
Die zerbrochene Puppe erhielt 2013 den Deutschen Phantastik Preis in der Hauptkategorie Bester deutschsprachiger Roman. Parallel zur Nominierung des Romans wurde zusammen mit Feder & Schwert und 10 weiteren Autoren zudem die erste Crowdfunding-Kurzgeschichtenanthologie Deutschlands realisiert, Eis und Dampf. Vogt übernahm zudem die Herausgabe einer Anthologie zum 1200. Todestag von Karl dem Großen. Sie war als Herausgeberin und Autorin an Roll Inclusive – Diversity und Repräsentation im Pen&Paper-Rollenspiel beteiligt.
Vogt gehört wie auch ihr Mann zu den 13 Gründungsmitgliedern des Phantastik-Autoren-Netzwerkes (PAN). Im Februar 2020 erklärten die beiden ihren Austritt aus dem Netzwerk.
Sie wohnt in Aachen und arbeitet zudem als Übersetzerin und Journalistin. Gemeinsam mit Lena Richter betreibt sie den Nerdkultur- und Rollenspielpodcast Genderswapped. Mit Lena Richter und Kathrin Dodenhoeft bringt sie das ehemals quartalsweise, jetzt halbjährlich erscheinende queerfeministische Phantastik-Magazin Queer*Welten heraus. Vogt identifiziert sich als nichtbinär.

## Auszeichnungen und Nominierungen
- 2013 Deutscher Phantastik Preis für Die zerbrochene Puppe (mit Christian Vogt)[7]
- 2014 Deutscher Phantastik Preis für Eis und Dampf (mit Christian Vogt)[8]
- 2015 Nominierung zum Hombuch-Preis für Eis und Dampf (mit Christian Vogt)
- 2015 Auszeichnung der Anthologie Karl – Geschichten eines Großen mit dem Literaturpreis HOMER[9]
- 2016 Phantastik-Literaturpreis Seraph Longlist-Nominierung für Die verlorene Puppe (mit Christian Vogt)
- 2018 Role Play Convention Jury Award für Phönix & Affe[10]
- 2018 Deutscher Rollenspielpreis in der Kategorie Zubehör für Scherbenland (mit Christian Vogt)[11]
- 2019 Phantastik-Literaturpreis Seraph Shortlist-Nominierung für Roma Nova[12]
- 2019 Kurd-Laßwitz-Preis Nominierung für Roma Nova (Platz 5)[13]
- 2020 Phantastik-Literaturpreis Seraph Shortlist-Nominierung für Wasteland (mit Christian Vogt)
- 2024 Preis der Inklings-Gesellschaft für Literatur und Ästhetik für Schildmaid (mit Christian Vogt)[14]

## Werke (Auswahl)

### Rollenspielromane
Das Schwarze Auge (DSA)
- Im Schatten der Esse, Ulisses, Waldems, 2011, ISBN 978-3-89064-125-6
- Im Feuer der Esse, Ulisses, Waldems, 2013, ISBN 978-3-86889-221-5
- Herrin des Schwarms, Ulisses, Waldems, 2012, ISBN 978-3-86889-210-9
- Herr der Legionen, Ulisses, Waldems, 2012, ISBN 978-3-86889-197-3
- Brennen soll Bosparan, Ulisses, Waldems, 2016, ISBN 978-3-95752-652-6

Eis und Dampf (mit Christian Vogt)
- Die zerbrochene Puppe, Feder und Schwert, Köln, 2012, ISBN 978-3-86762-156-4
- Die verlorene Puppe, Feder und Schwert, Köln, 2016, ISBN 978-3-86762-275-2

Splittermond
- Phönix und Affe, Feder und Schwert, Köln, 2017, ISBN 978-3-86762-293-6

### Historische Romane
- mit Christian Vogt: Schwertbrüder – Eburonenlied I, Ammianus, Aachen, 2013, ISBN 978-3-9815774-2-6
- mit Christian Vogt: Verbranntes Land – Eburonenlied II, Ammianus, Aachen, 2014, ISBN 978-3-9815774-7-1
- Die Pestflamme, Meyer & Meyer, Aachen, 2014, ISBN 978-3-89899-894-9
- Ich, Hannibal, Piper, München, 2024, ISBN 978-3-492-70658-2

### Phantastische Romane
Die 13 Gezeichneten (mit Christian Vogt)
- Die 13 Gezeichneten, Bastei Lübbe, Bastei Lübbe, Köln, 2018, ISBN 978-3-404-20892-0
- Die 13 Gezeichneten – Die Verkehrte Stadt, Bastei Lübbe, Köln, 2019, ISBN 978-3-404-20934-7
- Die 13 Gezeichneten – Der Krumme Mann der Tiefe. Bastei Lübbe, Köln 2020, ISBN 978-3-404-20892-0

Die Geister des Landes
- Die Geister des Landes – Teil 1: Das Erwachen, Ammianus, Aachen, 2012, ISBN 978-3-9812285-4-0
- Die Geister des Landes – Teil 2: Gesichtslos, Ammianus, Aachen, 2013, ISBN 978-3-9815774-3-3
- Die Geister des Landes – Teil 3: Aus der Tiefe, Ammianus, Aachen, 2015, ISBN 978-3-945025-05-5

### Science-Fiction-Romane
Einzelromane
- Roma Nova, Bastei Lübbe, Köln, 2018, ISBN 978-3-404-20914-9
- mit Christian Vogt: Wasteland, Droemer Knaur, München, 2019, ISBN 978-3-426-52391-9
- mit Christian Vogt: Ace in Space, Ach Je Verlag, Berlin, 2020, ISBN 978-3-947720-47-7
- mit Christian Vogt: Anarchie Déco, Fischer Tor, Frankfurt am Main, 2021, ISBN 978-3-596-00221-4
- mit Christian Vogt: Schildmaid Das Lied der Skaldin, Piper, München, 2022, ISBN 9783492705981

### Hörbuch
- mit Christian Vogt: Die Vorboten – Der Greif, Audible, 2024

### Rollenspiele
- Eis & Dampf, Uhrwerk, Köln, 2015, ISBN 978-3958670198
- Scherbenland, Self-Publishing, Aachen, 2017[15]
- Aces in Space, Rollenspielklöppelei im Ach Je Verlag, Berlin 2020, ISBN 978-3948691004

### Mitarbeit an
- Legenden aus Dunklen Zeiten, Ulisses, Waldems, 2012, ISBN 978-3-86889-182-9
- Eis & Dampf: Eine Steampunk-Anthologie, Feder und Schwert, Köln, 2013, ISBN 978-3-86762-200-4
- Krieger, Torsten Low, 2013, ISBN 978-3-940036-21-6
- Karl – Geschichten eines Großen, Ammianus, Aachen, 2014, ISBN 978-3-9815774-6-4
- Roll inclusive – Diversity und Repräsentation im Rollenspiel, Feder & Schwert, Köln, 2019, ISBN 978-3867624053
- Queer*Welten, seit Ausgabe 8 halbjährlich erscheinendes Magazin, 1. Ausgabe: Ach Je Verlag, Berlin 2020, ISBN 978-3-947720-51-4